# Camera di combustione
La camera di combustione è un reattore in cui si realizza la combustione di un combustibile con il comburente e può quindi essere parte di un motore oppure del generatore di vapore di una centrale termoelettrica, nel qual caso si parla più correttamente di combustore.
All'interno della classe dei motori esistono due tipologie molto diverse di camera di combustione, l'una relativa ai motori "volumetrici" (motori a combustione interna sia alternativi che rotativi Wankel), l'altra relativa a motori a "flusso continuo" o turbina a gas (e in tal caso viene anche detta "combustore" o "combustore aeronautico", stante l'ormai indiscussa egemonia delle turbine a gas nel campo aeronautico).

## Bilancio e rendimento
Essendo la combustione in camera isobara, si ha che il calore ha un differenziale esatto, e corrisponde alla funzione di stato entalpia:
{\displaystyle \operatorname {d} H=\operatorname {d} Q},
che integrata in coordinate euleriane all'intera camera, con corrente f di combustibile e a di aria separate in ingresso, e corrente o di fumi con eventuali incombusti in uscita, essendo Q il calore:
{\displaystyle H_{f}+H_{a}-H_{o}=-Q}, rapportando tutto alla portata mf di combustibile in ingresso e definendo il rapporto di alimentazione {\displaystyle \zeta ={\frac {w_{a}}{w_{f}}}} dove w indica la frazione massica:
{\displaystyle h_{f}+\zeta h_{a}-(1+\zeta )h_{o}=-Q},
ora riferendoci alle entalpie standard di formazione, poiché {\displaystyle h=h^{0}+\Delta h},
si ottiene, indicando con {\displaystyle q={\frac {Q}{m_{f}}}} la frazione termica persa alle pareti:
{\displaystyle \Delta h_{f}+\alpha \Delta h_{a}-(1+\zeta )\Delta h_{o}=(1+\zeta )h_{o}^{0}-\zeta h_{a}^{0}-h_{f}^{0}-q},
dove, detto {\displaystyle \varepsilon ={\frac {w_{fb}}{w_{f}}}} l'utilizzo termico del combustibile in cui fb è il combustibile bruciato, e {\displaystyle \phi ={\frac {w_{at}}{w_{a}}}} il rapporto di equivalenza in cui at è l'aria teorica vale: {\displaystyle (1+\zeta )h_{o}^{0}=\varepsilon (1+\phi \zeta )h_{e}^{0}+\zeta (1+\phi \varepsilon )h_{a}^{0}+(1+\varepsilon )h_{f}^{0}-Q}, si arriva all'espressione finale ingegneristica:
{\displaystyle \Delta h_{f}+\zeta \Delta h_{a}-(1+\zeta )\Delta h_{o}=\varepsilon ((1+\zeta )h_{e}^{0}-\phi \zeta h_{a}^{0}-h_{f}^{0})-q},
Definendo ora il rendimento termico della camera la sua capacità di conversione del potere calorifico inferiore del combustibile ΔcHi0 in salto entalpico disponibile alla conversione meccanica diretta o previo scambio termico,:
{\displaystyle \eta ={\frac {\Delta h_{f}+\zeta \Delta h_{a}-(1+\zeta )\Delta h_{o}}{\Delta _{c}H_{i}^{0}}}},
poiché nell'equazione di bilancio ingegneristica: {\displaystyle \Delta _{c}H_{i}^{0}=(1+\zeta )h_{e}^{0}-\phi \zeta h_{a}^{0}-h_{f}^{0}}, si ottiene la formula dei 3 fattori:
{\displaystyle \eta =\varepsilon -{\frac {q}{\Delta _{c}H_{i}^{0}}}=\varepsilon -{\frac {q}{(h_{e}^{0}-h_{f}^{0})+(h_{e}^{0}-h_{a}^{0})\phi \zeta }}},
in base a cui il rendimento è l'utilizzo termico realizzabile nella camera al netto delle perdite relative alle pareti della camera.
Se poi il comburente ha entalpia di formazione nulla, come succede per l'aria tecnica, si semplifica quanto detto con:
{\displaystyle \eta =\varepsilon -{\frac {q}{\Delta _{c}H_{i}^{0}}}=\varepsilon -{\frac {q}{(h_{e}^{0}-h_{f}^{0})+h_{e}^{0}\phi \zeta }}},

## Principali differenze tra un motore volumetrico e un motore a flusso continuo
Oltre alle ovvie differenze costruttive, anche il processo di combustione è significativamente diverso tra le due tipologie.
- In un motore volumetrico sia la compressione del fluido che la sua espansione avvengono per variazione di volume, e in ognuna delle fasi è lecito ipotizzare che il fluido sia mediamente fermo (a meno di moti turbolenti). In una turbina a gas lo scambio di lavoro nella turbina e nel compressore avviene per variazione della quantità di moto, le due macchine e di conseguenza anche il combustore sono quindi attraversate da un fluido con una notevole velocità.
- In un motore volumetrico la miscela di gas da incendiare è confinata in uno spazio ristretto, tra cilindro e pistone, e quando avviene la combustione la pressione sale quasi istantaneamente, mentre in un turboreattore aria e combustibile passano attraverso la camera di combustione e quando la miscela s'incendia è la temperatura che sale repentinamente, mentre la pressione varia di poco.
- Un'altra differenza con il motore volumetrico risiede nel fatto che in quest'ultimo le 3 fasi del ciclo aperto (compressione combustione espansione) sono localizzate nella stessa zona, alternandosi temporalmente, l'innalzamento termico quindi interessa meno di un tempo su quattro nei motori quattro tempi, le tre fasi nei turboreattori sono invece distribuite spazialmente, la combustione quindi è continua e l'innalzamento termico del flusso è assai elevato. È per questo motivo che il motore a pistoni lavora con miscele nell'intorno dello stechiometrico (motori ad accensione comandata) o comunque con leggeri eccessi d'aria (motori ad accensione per compressione) mentre il turboreattore lavora con forti eccessi d'aria, necessitando di una consistente "diluizione termica".

## In un motore volumetrico
In pratica, nella camera di combustione di un motore volumetrico (4T, 2T, Wankel), delimitata dal cilindro, pistone e testa del gruppo termico.
La camera di combustione deve avere determinate caratteristiche:
- Permettere un rapido processo di combustione che massimizzi il rendimento, massimizzi la potenza specifica, minimizzi la dispersione ciclica, migliori le emissioni nocive.
- Evitare il fenomeno della preaccensione.
- Evitare il fenomeno della detonazione, che causa il battito in testa
- Limitare le perdite termiche di calore attraverso le pareti, per ottimizzare il rendimento termico globale.
- Possedere una richiesta ottanica adeguata, per poter sfruttare il massimo rapporto di compressione e/o utilizzare combustibili di minor pregio.
- Possedere (nel caso del motore a ciclo otto) un elevato coefficiente di riempimento (quindi massimizzare il rendimento volumetrico), nelle condizioni di massima ammissione.

### Caratteristiche
La camera di combustione definisce il rapporto di compressione, cosa che è molto importante, perché determina la velocità di combustione della miscela aria/benzina, dove aumentando tale rapporto di compressione si migliora la combustione e la si velocizza, permettendo d'utilizzare anticipi d'accensione minori.
Il tempo di combustione viene modificato da due fattori, che sono:
- Le turbolenze, generate dalla fluidodinamica del gruppo termico, dove migliorano la velocità di combustione perché la miscelazione del combustibile e comburente viene ulteriormente migliorata
- Velocità di combustione, modificata dal tipo di comburente, combustibile e dalla loro miscelazione, che rimane costante durante il funzionamento a regime del motore.

Quindi se entrambi rimangono costanti a tutti i regimi di funzionamento, bisognerebbe raddoppiare l'anticipo con il raddoppiare del regime, mentre non è così, dato che le turbolenze aumentano con l'aumentare dei regimi, di conseguenza arrivati a un certo regime si dovrà ridurre l'anticipo invece che aumentarlo con l'aumentare dei regimi.

### Tipologia di combustione
Generalmente la combustione si innesca in un dato istante (definito dall'accensione per i motori ad accensione comandata, fasatura d'iniezione per molti motori ad accensione spontanea) e nella quasi totalità dei casi in un punto ben preciso della camera di combustione (candela o getti dell'iniettore), sviluppando il fronte di fiamma

#### Tradizionale
Il fronte di fiamma è una superficie ideale che separa ciò che è combusto da ciò che deve ancora bruciare e "viaggia" all'interno della camera ad una velocità di alcuni ordini di grandezza superiore a quella del fluido contenuto (che può, con buona approssimazione, essere considerato fermo), costituito da una miscela di comburente e combustibile. Allo stesso modo dentro tale camera si sviluppano temperature dell'ordine dei 2.000-2.500 °C e picchi di pressioni che a seconda del motore vanno dai 80 ai 130 bar, nel caso dei motori ad accensione comandata ad una sola scintilla la propagazione della combustione è molto simile ad una sfera
Nei motori a fasatura fissa
La camera di combustione diventa importante nei motori ad accensione comandata a fasatura fissa, dove la differente velocità di combustione della miscela aria/benzina non permette d'avere il massimo rendimento ottenibile a tutti i regimi, quindi modificando la camera di combustione e quindi anche il rapporto di compressione con una diversa testata si modifica la velocità di combustione e quindi anche la fascia di regimi motore dove si ha la combustione completa al PMS (punto morto superiore).
Più precisamente se si ha:
- Basso rapporto di compressione, si migliorano gli alti regimi (oltre gli 8000 giri minuto)
- Alto rapporto di compressione, si migliorano i bassi regimi (tra i 3000 e gli 8000 giri minuto)

Nei motori a fasatura variabile
Per quanto riguarda i motori ad accensione comandata a fasatura variabile e i motori diesel, maggiore è il rapporto di compressione che tali camere forniscono e maggiore sarà il rendimento del motore, dato che così si aumenta la PME (pressione media effettiva) del motore, ovviamente sarà necessario spostare l'intera fasatura in ritardo dato il miglioramento della combustione.
Nei Diesel ad iniezione diretta
Per tali motori l'accensione del combustibile è paragonabile a quella dei motori ad accensione comandata, anche se questa avviene in modo spontaneo, in quanto il combustibile iniettato brucia in modo lento come viene immesso in camera di combustione, generando un fronte di fiamma a strisce e disposte a raggi, tanti quanti sono i fori di atomizzazione dell'iniettore, tale fronte di fiamma verrà poi in genere alterato dalle turbolenze generate dal funzionamento del motore e che permettono una combustione più efficiente.

#### Combustione omogenea
Esistono anche dei sistemi dove non esiste il fronte di fiamma e questo tipo di combustione è denominata HCCI (Homogeneous Charge Compression Ignition), dove un motore a ciclo otto (accensione comandata) funziona tramite il sistema ad accensione spontanea, ottenendo una combustione estremamente rapida e contemporaneamente in tutta la camera di combustione, una tipologia di motore che sfrutta tale soluzione una volta raggiunto il regime termico di funzionamento è il motore Bourke, mentre nel ciclo diesel si ha una combustione simile con i modelli a testa calda, all'inizio del terzo millennio vennero ideati dei motori che funzionavano in modo alternato come motori ad accensione comandata o HCCI, come il diesotto, tale tecnologia venne utilizzata anche in Formula 1 a partire dal 2015 dalla Mercedes.
Questo permette di ridurre la quantità di combustibile a parità di potenza generata e ridurre gli inquinanti
Una prima applicazione stradale su larga scala si deve grazie al sistema "Accensione per compressione controllata dalla candela" o "Spark Controlled Compression Ignition" (SPCCI), questo sistema è stato ideato da Mazda e permette al motore benzina di avere una combustione istantanea omogenea, il motore progettato per funzionare in questo modo venne denominato come "SKYACTIV-X" ed utilizzato per la prima volta sulla Mazda 3 del 2019 (IV generazione).
Quest'applicazione prevede oltre a rapporti di compressione più alti, anche una carburazione stratificata generalmente molto magra, ma con un rapporto stechiometrico ideale vicino alla zona della candela d'accensione, la quale innesca la combustione, che porta ad un innalzamento della pressione che induce all'autocombustione nel resto della camera di combustione.

#### Accensione a getto turbolento o Turbulent Jet Ignition

Confronto di due soluzioni utilizzate nei motori ad accensione comandata:
A) Accensione tradizionale
B) Accensione a getto turbolento

Si tratta di un sistema che permette di velocizzare la propagazione del fronte di fiamma, tramite un sistema a precamera, dove avviene l'iniezione e l'accensione, tale precamera alloggia infatti sia l'iniettore che la candela d'accensione, il tutti viene accompagnato ad un tipo di combustione stratificata, infatti l'iniezione che permette l'immissione di circa il 97% del combustibile nella camera di combustione, permette d'avere una miscela magra e al contempo una miscela ricca in precamera, quando avviene l'accensione la combustione che avviene nella precamera si viene a creare una colonna turbolente molto rapida che percorre la camera di combustione, permettendo di abbattere i tempi di combustione, di ridurre gli inquinanti prodotti e permette l'uso di rapporti stechiometrici molto più poveri di combustibile.
I primi studi di tale sistema avvennero nel 2010, mentre i brevetti vennero presentati nel 2012 e le prime applicazioni nel 2015 in formula 1 con le motorizzazioni Ferrari
Successivamente tale tecnologia venne ulteriormente affinata, con una precamera munita di più orifizi, permettendo lo sviluppo di più colonne di combustione turbolente, in modo del tutto analogo a molti motori diesel veloci, permettendo un rendimento del motore ad accensione comandata molto prossimo a quelli con accensione spontanea.
Uno dei primi mezzi ad uso stradale con tale sistema di combustione è la Maserati MC20.

#### Accensione omogenea tramite MWI (Micro Wave Ignition)[16][17]
Sistema che prevede l'accensione tramite la generazione di microonde (analogo al magnetron dei forni a microonde) le quali permettono d'avviare l'accensione in modo distribuito in tutta la camera di combustione e non focalizzato nella sola zona della candela d'accensione, permettendo i vantaggi dei sistemi HCCI, ma con la semplicità di un sistema tradizionale a candela.

## Il combustore aeronautico (turbogas)[18]
La Camera di combustione di un turbogas o di un motore a getto, è l'organo che trasforma l'energia chimica del combustibile in energia termica del fluido, è composta essenzialmente dall'involucro, dal diffusore, dai liner e dal sistema di iniezione del combustibile.

### Zone della camera
Nella "zona primaria" viene immesso circa il 20% dell'aria a disposizione per effettuare la combustione e per rallentare il flusso in modo che stabilizzi la fiamma.

Nella "zona intermedia" attraverso dei fori sulle pareti si immette un altro 20% dell'aria che serve a completare la combustione.

Nella "zona di diluizione" viene immesso un altro 20% di aria per il controllo della distribuzione della temperatura in uscita dalla camera di combustione e serve a non surriscaldare o scaldare non uniformemente la palettatura della girante (la turbina).

Il restante 40% del flusso si dice aria di raffreddamento delle pareti, affinché il combustore non raggiunga temperature critiche rottura o peggio di fusione.
Dalla camera di combustione dipende la potenza in termini di energia cinetica utilizzabile.

### Accorgimenti
Perché la fiamma sia stabilizzata nel flusso, occorre che la velocità dell'aria intorno ad essa sia la più bassa possibile (sicuramente minore di 30 m/s, pari a 108 km/h) e questo viene realizzato per mezzo di corpi non aerodinamici che creano un ricircolo nella zona da stabilizzare.

Il combustibile viene spruzzato dagli iniettori che provvedono a nebulizzarlo per miscelarlo il più possibile e garantire quindi una combustione il più possibile completa.

Nella camera sono anche presenti degli "accenditori" che, come il loro nome specifica, servono ad accendere la miscela oppure a riaccenderla nel caso si spenga.

### Tipi di combustori
La camera di combustione può essere di più tipi, tra i quali i principali sono:
- Anulare, cioè un anello/cilindro attorno all'asse del motore, continuo e senza interruzioni
- Tuboanulare, ovverosia una serie di camere cilindriche disposte attorno/affiancate all'asse del motore.
- Tubolare, il combustore è costituito da una camera cilindrica disposta perpendicolarmente all'asse di rotazione.
- Contrapposte, due camere di combustione a flusso contrapposto indirizzato da una cassa interna sulla ruota di palette statoriche della turbina. Questo sistema è utilizzato sulle turbine a gas terrestri su macchine la cui potenza che varia da 60 a 170 MW destinate alla produzione di energia elettrica.

#### Caratteristiche
Il combustore di tipo Anulare ha come vantaggio:
- Flusso più omogeneo, fattore importante per la durata della palettatura della turbina
- Minimizzazione delle superfici esposte al flusso, di conseguenza si ha una riduzione degli attriti fluidodinamici e della dispersione di calore verso l'esterno.
- Minimizzazione dell'ingombro frontale della macchina e del peso

Il combustore di tipo Tuboanulare ha come vantaggio:
- Fiamma più stabile
- Maggiore flessibilità di utilizzo, data dalla possibilità di ridurre il numero di camere in funzione

Il combustore di tipo Tubolare sono in uso nelle turbine "heavy duty" ovvero quelle destinate alla produzione di energia elettrica a terra e non di derivazione aeronautica, in questi impianti, i limiti di ingombro sono più ampi e si punta spesso ad una maggiore semplicità costruttiva e di manutenzione.
Il combustore di tipo contrapposto risulta strutturalmente semplice e più economico. Sono presenti meno bruciatori e le linee di alimentazione dei combustibili(dual fuel) sono meno complesse.